# Spalangia nigroaenea
Spalangia nigroaenea är en stekelart som beskrevs av Curtis 1839. Spalangia nigroaenea ingår i släktet Spalangia och familjen puppglanssteklar. Arten är reproducerande i Sverige. Inga underarter finns listade i Catalogue of Life.